# Cnemaspis mysoriensis
Cnemaspis mysoriensis là một loài thằn lằn trong họ Gekkonidae. Loài này được Jerdon mô tả khoa học đầu tiên năm 1853.